# Robert de Villeneuve
Robert de Villeneuve (1645-1692) est une personnalité de la Nouvelle-France. Il fut ingénieur militaire, cartographe et dessinateur.

## Œuvre
Il est surtout connu pour son ouvrage concernant les fortifications de Québec. Le Dictionnaire biographique du Canada écrit à ce propos : « Son premier ouvrage est un plan de Québec. On y voit, indiquées à l’échelle, les maisons qui s’y trouvaient alors. On y remarque aussi deux traits qui se coupent à angle droit ; l’un passe au centre de la rue Sous-le-Fort ; l’autre est parallèle au château Saint-Louis. Sur le trait est-ouest, l’ingénieur bâtit une coupe qui montre les reliefs du rocher de Québec et la silhouette des édifices de la haute et de la basse ville. C’est ainsi qu'on a une idée précise du château Saint-Louis, que Huault de Montmagny avait érigé en 1647 ; c’était un long bâtiment couvert en pavillon, de proportions charmantes. »

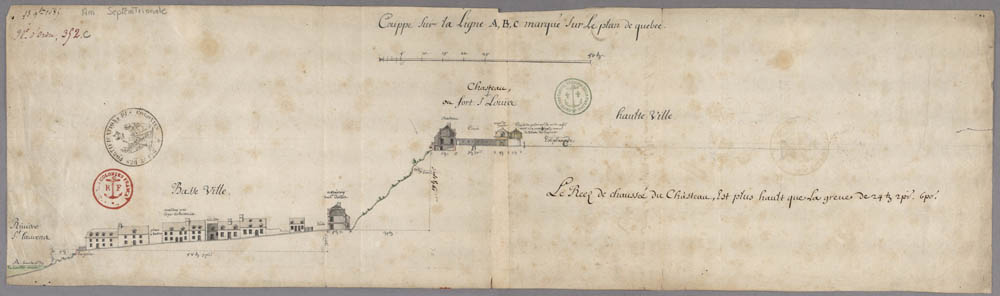
Couppe sur la ligne A, B, C marqué sur le plan de Québec
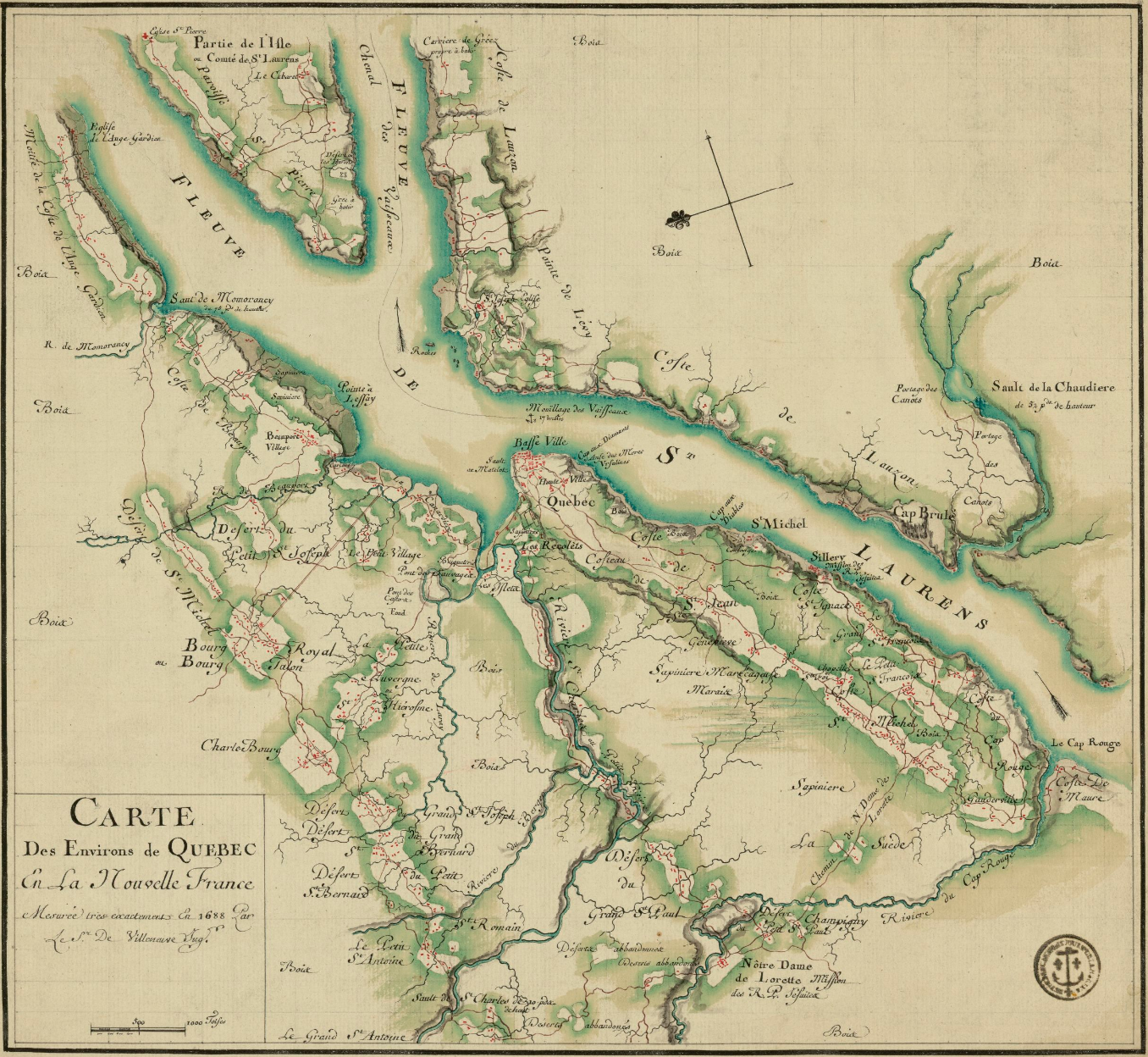
Carte des Environs de Quebec En la Nouvelle France
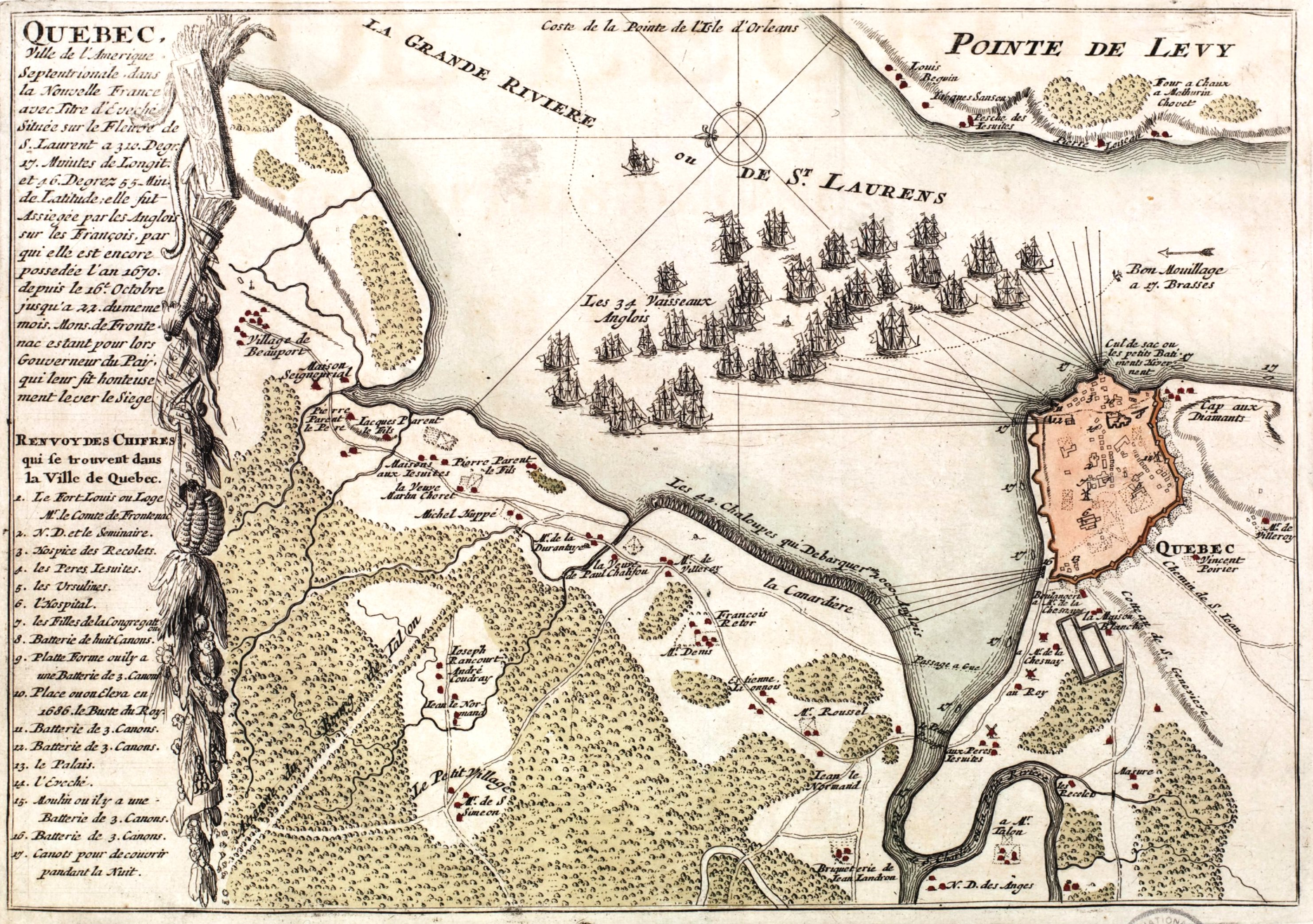
Quebec ville de l'Amerique septentrionale dans la Nouvelle France avec titre d'eveché